# Nos frangins
Pour plus de détails, voir Fiche technique et Distribution.
Nos frangins est un drame franco-algérien réalisé par Rachid Bouchareb et sorti en 2022. Le film évoque l'affaire Malik Oussekine et l’assassinat d’Abdel Benyahia en 1986.
Il est présenté dans la sélection « Cannes Premières » du Festival de Cannes 2022 avant une sortie dans les salles françaises.
Le film a été sélectionné pour être proposé aux Oscars 2023 au nom de l'Algérie.

## Synopsis
Dans la nuit du 5 au 6 décembre 1986 à Paris, Malik Oussekine — un étudiant âgé de 22 ans — meurt après des coups reçus par des policiers. Cela se  produit dans un contexte très tendu de manifestations étudiantes contre le projet de loi Devaquet pour réformer l'université en France. Alors que le ministère de l’Intérieur va tenter d'étouffer l'affaire, un jeune homme d'origine magrébine est tué à Pantin par un policier. Il s'agit d'Abdel Benyahia, un Algérien de 20 ans qui tentait de s'interposer pour séparer une bagarre dans un bar, abattu à bout portant par un inspecteur de police alcoolisé et qui n'était pas en service. Abdel décède des suites de ses blessures mais, pendant 48 heures, sa famille est laissée sans nouvelles.

## Fiche technique
Sauf indication contraire, les informations mentionnées dans cette section peuvent être confirmées par les bases de données cinématographiques IMDb et Allociné,  présentes dans la section « Liens externes ».
- Titre original : Nos frangins
- Réalisation : Rachid Bouchareb
- Scénario : Rachid Bouchareb, Kaouther Adimi
- Musique : Amin Bouhafa
- Photographie : Guillaume Deffontaines
- Montage : Guerric Catala
- Sociétés de production : Wild Bunch, France 2, 3B Productions
- Sociétés de distribution : Le Pacte
- Budget : n/a
- Pays d'origine :  France -  Algérie
- Langues originales : français
- Format : couleur
- Genres : drame historique
- Durée : 92 minutes
- Dates de sortie[4] : 
  - France : 23 mai 2022 (Festival de Cannes 2022 - section « Cannes Premières »), 7 décembre 2022 (en salles)

## Distribution
Sauf indication contraire, les informations mentionnées dans cette section peuvent être confirmées par la base de données cinématographiques Allociné,  présente dans la section « Liens externes ».
- Reda Kateb : Mohamed
- Lyna Khoudri : Sarah
- Raphaël Personnaz : Daniel Mattei
- Samir Guesmi : Ouassini Benyahia, le père d'Abdel
- Laïs Salameh : Kader Benyahia, le frère d'Abdel
- Adam Amara : Malik Oussekine
- Wabinle Nabie : Ousmane
- Gérard Watkins : le directeur de l'IGS
- Bernard Blancan : patron du bistro

## Production
Le tournage a lieu à Bordeaux en novembre et décembre 2021.

## Accueil

### Accueil critique
En France, le site Allociné donne la note de 3,4⁄5, après avoir recensé 25 critiques de presse.

### Box-office
Pour son premier jour d'exploitation en France, Nos frangins a réalisé 11 058 entrées, dont 5 047 en avant-première, pour un total de 786 séances proposées. En comptant l’ensemble des billets vendus à ce premier jour, le film se positionne en quatrième place du box-office des nouveautés pour leur journée de démarrage, derrière Maestro(s) (22 354) et devant Les Bonnes étoiles (9 215).
| Pays ou région | Box-office     | Date d'arrêt du box-office | Nombre de semaines |
| -------------- | -------------- | -------------------------- | ------------------ |
| France         | 78 471 entrées | 17 janvier 2023            | 6                  |
| Total mondial  | - $            | -                          | -                  |

## Distinctions

### Sélections
- Festival de Cannes 2022 : section « Cannes Première »
- Malgré une production entièrement française, dont les financements publics de la région Nouvelle-Aquitaine et du département de la Gironde, Nos frangins est sélectionné pour représenter l'Algérie en 2023 à l'Oscar du meilleur film international[10],[11].